# Oleksandr Horjainov
Oleksandr Sergijovitsj Horjainov (Oekraïens: Олександр Сергійович Горяїнов; Charkov, 29 juni 1975) is een Oekraïens voormalig voetballer die dienstdeed als doelman. Tussen 1992 en 2017 speelde hij voor diverse Oekraïense clubs, voornamelijk voor Metalist Charkov. Horjainov maakte in 2010 zijn debuut in het Oekraïens voetbalelftal, waarin hij twee wedstrijden speelde.

## Clubcarrière
Horjainov speelde voor Olimpik Charkov, toen hij in 1993 de overstap maakte naar Metalist Charkov. Hij was er twee jaar eerste doelman, maar in de seizoenen erna wist hij bij Arsenal Kiev en CSKA Kiev niet te overtuigen. Metalist Charkov bleek opnieuw de bestemming van de doelman. Tussen 2003 en 2005 probeerde hij het nog bij Kryvbas Kryvy Rih, maar al snel keerde hij terug bij, opnieuw, Metalist. In 2016 bleef hij uitkomen voor Metalist, maar dan wel voor het amateurteam van de club. Een jaar later zette hij een punt achter zijn carrière.

## Interlandcarrière
Horjainov debuteerde in het Oekraïens voetbalelftal op 25 mei 2010, toen er in Charkov met 3–0 werd gewonnen van Litouwen. De doelman speelde de volledige negentig minuten mee. Hij werd tevens opgenomen in de selectie voor het EK 2012, waar hij met Oekraïne in de groepsfase werd uitgeschakeld.

### Gespeelde interlands
| Interlands van Oleksandr Horjainov voor Oekraïne | Interlands van Oleksandr Horjainov voor Oekraïne | Interlands van Oleksandr Horjainov voor Oekraïne | Interlands van Oleksandr Horjainov voor Oekraïne | Interlands van Oleksandr Horjainov voor Oekraïne | Interlands van Oleksandr Horjainov voor Oekraïne | Interlands van Oleksandr Horjainov voor Oekraïne |
| №                                                | Datum                                            | Wedstrijd                                        | Uitslag                                          | Competitie                                       | Goals                                            |                                                  |
| Als speler bij Metalist Charkov                  | Als speler bij Metalist Charkov                  | Als speler bij Metalist Charkov                  | Als speler bij Metalist Charkov                  | Als speler bij Metalist Charkov                  | Als speler bij Metalist Charkov                  | Als speler bij Metalist Charkov                  |
| ------------------------------------------------ | ------------------------------------------------ | ------------------------------------------------ | ------------------------------------------------ | ------------------------------------------------ | ------------------------------------------------ | ------------------------------------------------ |
| 1                                                | 25 mei 2010                                      | Oekraïne – Litouwen                              | 4 – 0                                            | Vriendschappelijk                                |                                                  |                                                  |
| 2                                                | 1 juni 2012                                      | Oostenrijk – Oekraïne                            | 3 – 2                                            | Vriendschappelijk                                |                                                  |                                                  |